# Спартак (Миллеровский район)
Спартак — хутор в Миллеровском районе Ростовской области. Входит в состав Криворожского сельского поселения.

## География
Располагается на северо-западе области, между хуторами Криничный и Нижнекалиновка, у реки Ольховая, при броде через водную преграду.
На хуторе имеется одна улица: Луговая.

## Население
| 2010 |
| ---- |
| 11   |

## Инфраструктура
Личное подсобное хозяйство.

## Транспорт
Проходит дорога местного значения.